# Donji Crnogovci
Donji Crnogovci is een plaats in de gemeente Staro Petrovo Selo in de Kroatische provincie Brod-Posavina. De plaats telt 137 inwoners (2001).